# Carice van Houten
Carice Anouk van Houten (/kaːˈris ɑˈnuk vɑn ˈɦʌutən/; Leiderdorp, Holanda Meridional, 5 de septiembre de 1976) es una actriz, modelo y cantante neerlandesa. Fue reconocida con varios galardones, como el premio del Festival de Cine de Tribeca a la mejor actriz por su papel en Black Butterflies (2011), cinco Becerros de Oro a la mejor actriz, y el reconocimiento a la «mejor actriz neerlandesa de todos los tiempos» votado por el público neerlandés. Su participación en la serie Juego de tronos, dando vida a la sacerdotisa Melisandre, le otorgó fama a nivel internacional.

## Primeros años y carrera

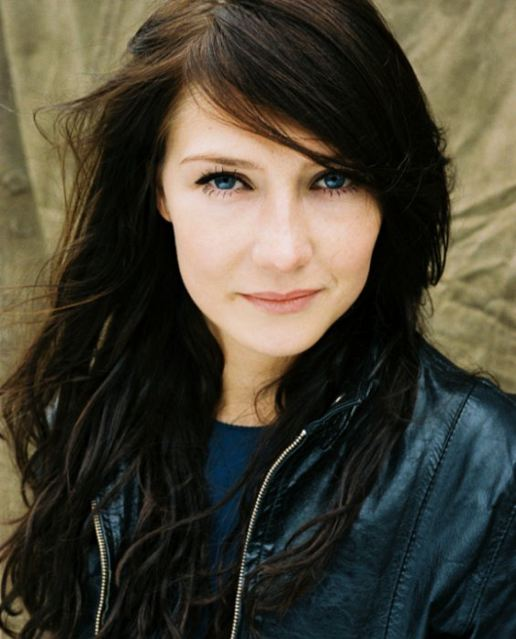
Carice van Houten, en una foto promocional.

Nació en Leiderdorp (cerca de Leiden). Su madre, Margje Stasse, es miembro de la junta educativa de la televisión neerlandesa y su padre es el reputado actor, musicólogo y experto en cine mudo Theodore van Houten. Es la hermana mayor de la también actriz y cantante Jelka van Houten.
Obtuvo su primer rol protagónico en la película para TV, Suzy Q, de Martin Koolhoven.Con ese papel recibió el premio Golden Calf a la Mejor Actriz del Año por parte de la Academia Neerlandesa.
En septiembre de 2000 dio vida al personaje de Polly, una cantante y actriz, en una nueva puesta de la Threepenny Opera, por la que obtuvo fabulosas críticas. Ganó el Pisuisse Award y el Top Naeff Award por esa actuación teatral, así como otro Golden Calf por su papel en Undercover Kitty (2001).
Su carrera se proyectó internacionalmente a partir de su papel protagónico en Black Book de Paul Verhoeven, película en la cual encarnó a la cantante Rachel Steinn. Su actuación le valió los premios Rembrandt y Golden Calf.
En 2008 participó bajo la dirección de Bryan Singer (Los sospechosos de siempre, Superman Returns) en el filme Operación Valquiria, junto a Tom Cruise, Kenneth Branagh y Stephen Fry, entre otros.
En 2010, bajo la dirección de Christopher Smith, en la película Black Death.
Desde 2012 trabajó en la serie de HBO, Juego de tronos, en el papel de la sacerdotisa roja Melisandre hasta el final de la misma en 2019.

## Vida personal
El 29 de agosto de 2016 anunció el nacimiento de su primer hijo, Monte Pearce, producto de su relación con Guy Pearce.

## Filmografía seleccionada

### Cine
| Año  | Título                     | Rol                                 |
| ---- | -------------------------- | ----------------------------------- |
| 1997 | 3 ronden                   | Emily                               |
| 1998 | Ivory Guardians            |                                     |
| 1999 | Suzy Q                     | Suzy                                |
| 2001 | Storm in mijn hoofd        | Peaseblossom / Titania              |
| 2001 | Amnesia                    | Sandra                              |
| 2001 | Undercover Kitty           | Minoes                              |
| 2002 | The Wild Boar              | Pandora                             |
| 2003 | Father's Affair            | Monika                              |
| 2005 | Black Swans                | Marleen                             |
| 2005 | Lepel                      | Miss Broer                          |
| 2005 | Bonkers                    | Lis                                 |
| 2006 | A Thousand Kisses          | Samarinde                           |
| 2006 | Black Book                 | Rachel Stein / Ellis de Vries       |
| 2007 | Love is All                | Kiki Jollema                        |
| 2008 | Dorothy Mills              | Jane van Dopp                       |
| 2008 | Valkyrie                   | Nina Schenk Gräfin von Stauffenberg |
| 2009 | Stricken                   | Carmen                              |
| 2009 | From Time to Time          | Maria Oldknow                       |
| 2010 | Repo Men                   | Carol                               |
| 2010 | The Happy Housewife        | Lea                                 |
| 2010 | Black Death                | Langiva                             |
| 2010 | Satisfaction               |                                     |
| 2011 | Intruders                  | Susanna                             |
| 2011 | Black Butterflies          | Ingrid Jonker                       |
| 2011 | Vivaldi                    | Julietta                            |
| 2012 | Jackie                     | Sophie                              |
| 2012 | Family Way                 | Winnie de Roover                    |
| 2013 | El quinto poder            | Birgitta Jónsdóttir                 |
| 2016 | Race                       | Leni Riefenstahl                    |
| 2016 | Brimstone                  | Anna                                |
| 2016 | Incarnate                  | Lindsay Sparrow                     |
| 2019 | Domino                     | Alex                                |
| 2019 | Instic                     | Nicoline                            |
| 2020 | Lost Girls and Love Hotels | Ines                                |

### Televisión
| Año       | Título                           | Rol                      | Notas                           |
| --------- | -------------------------------- | ------------------------ | ------------------------------- |
| 1997      | Het Labyrint                     | Mariek                   |                                 |
| 1999      | Suzy Q                           | Suzy                     | Telefilme                       |
| 2000      | Goede daden bij daglicht: Op weg | Carola                   | Telefilme                       |
| 2001      | De acteurs                       | Ellie                    |                                 |
| 2002      | Luifel & Luifel                  | Roos                     | Episodio: "De Krottenkoning"    |
| 2004      | Russen                           | José Machielsen          | Episodio: "De zevende getuige"  |
| 2004      | Kopspijkers                      | Georgina Verbaan         | Episodio: "Dance-4-Life"        |
| 2006      | Koppensnellers                   | Georgina Verbaan         | Episodio: "1x16"                |
| 2009      | Gewoon Hans                      | Ella misma               | Telefilme                       |
| 2010      | In therapie                      | Aya                      | 3 episodios                     |
| 2011      | Human Planet                     | Narradora                |                                 |
| 2012–2019 | Game of Thrones                  | Melisandre               | Protagonista; 29 episodios      |
| 2015      | Los Simpson                      | Annika van Houten (voz)  | Episodio: "Let’s Go Fly A Coot" |
| 2019      | Temple                           | Anne Willems             | 15 episodios                    |
| 2020      | Red Light                        | TBA                      | Miniserie                       |
| 2022      | Dangerous Liaisons               | Jacqueline de Montrachet |                                 |